# Víctor Vargas
Víctor José Vargas Irausquín, né le 28 mars 1952 , est un avocat et homme d'affaires vénézuélien, propriétaire et président du Banco Occidental de Descuento (B.O.D). 
Après avoir acheté le B.O.D. en 1994, il en fait la quatrième institution financière privée du Venezuela. En 2015, le groupe atteint un chiffre d'affaires de 25 milliards de dollars et emploie plus de 14 000 personnes en Amérique latine.
Parallèlement à son travail, Víctor Vargas finance diverses œuvres humanitaires, culturelles, sociales, éducatives et écologistes. 
Il est le père de celle qui est devenue la princesse Marie-Marguerite de Bourbon en épousant le prince Louis-Alphonse de Bourbon, prétendant légitimiste au trône de France.

## Carrière professionnelle

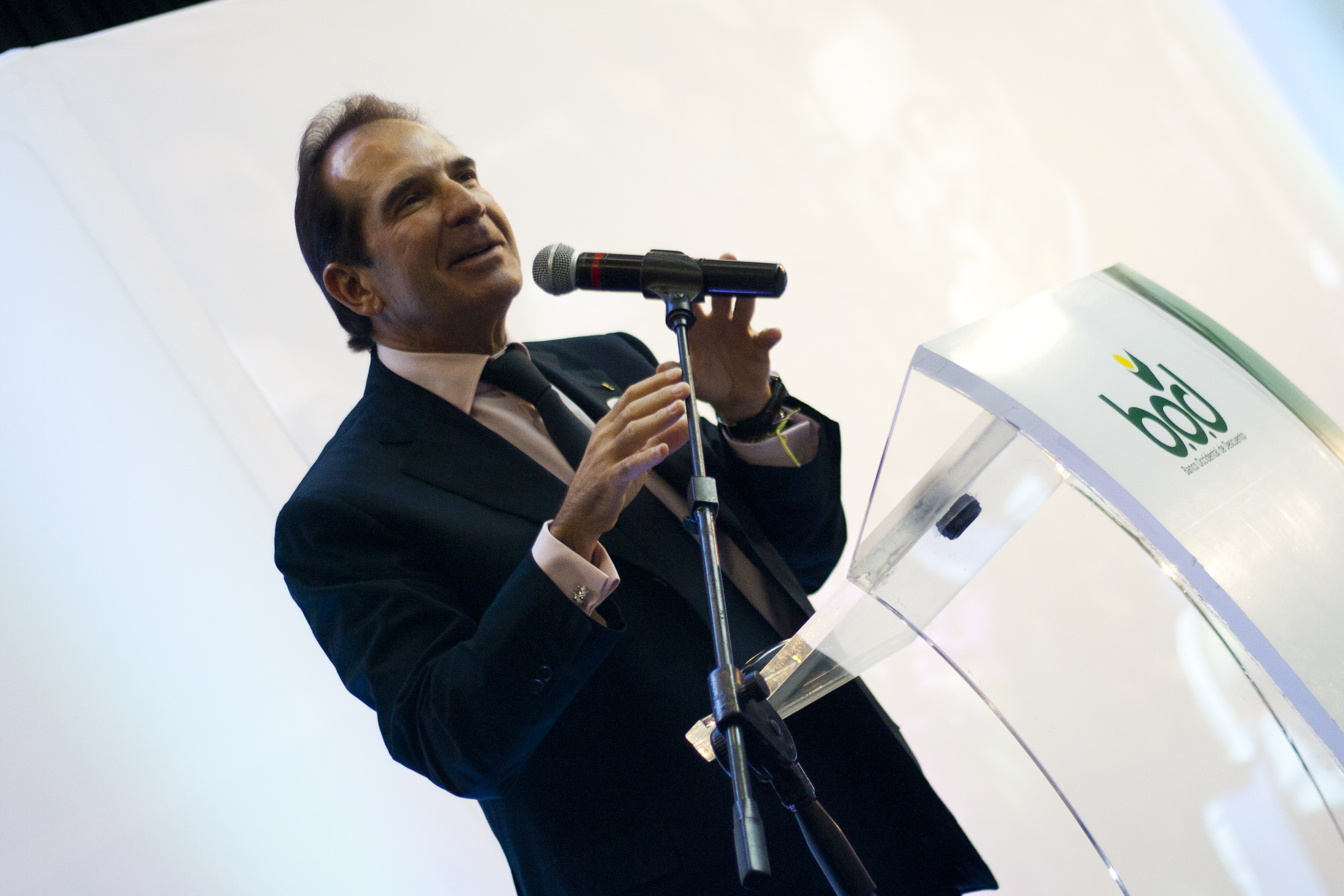
Víctor Vargas lors de la présentation de son plan stratégique, en 2014.

### Débuts dans les affaires
Licencié en droit à l'Université catholique Andrés-Bello, Víctor Vargas commence sa carrière dans les années 1970. Il commence par fonder un important réseau de bureaux juridiques. En parallèle, il crée, en 1982, une banque régionale, le Banco Barinas, puis la revend en 1991 et fonde le Cartera de Inversiones Venezolanas (CIV).
Avec leurs nombreux placements, les entreprises de Víctor Vargas entrent dans de nouveaux marchés et deviennent les pionniers dans divers domaines, tels FACORCA dans le domaine de la carrosserie. Il détient également la franchise Rover au Venezuela et détient de nombreuses parts chez Mini Cooper dans le secteur automobile, chez Alfa et Gainca dans le secteur de l'immobilier ou encore chez Aficheras National, dans le domaine de la publicité. Puis, dans les années 1990, il crée la BOI Bank, à Antigua-et-Barbuda, et le National Leasing, au Panama.

### LeBanco Occidental de Descuento

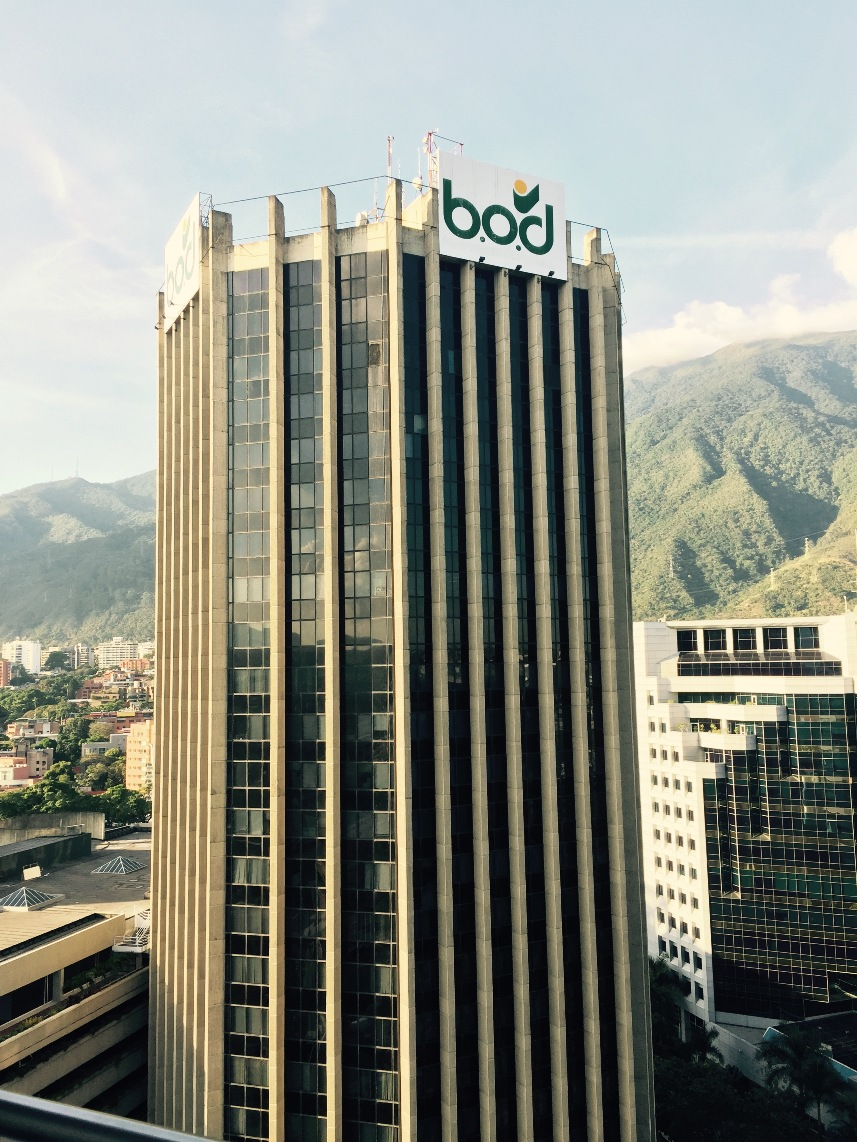
La tour principale du B.O.D, à Caracas (Venezuela).

En 1994, il acquiert la majorité du capital du Banco Occidental de Descuento (DBO), jusqu'ici présidé par Zulia Alfredo Belloso, fondateur du groupe COBECA. Il acquiert ensuite la C.I.V., principale compagnie d'assurance au Venezuela.
Sous la direction de Víctor Vargas, le B.O.D. passe d'une institution financière régionale à la quatrième plus grande institution financière privée du Venezuela. Selon le classement 2014 du groupe d'analyse America Economia, le B.O.D se positionne comme la 34e plus grosse banque d'Amérique latine et comme la 2e plus importante du Venezuela. 
En 2000, il procède à l'expansion du B.O.D en le fusionnant avec la Norvalbank, le Banco de Monagas et le Fondo de Activos Líquidos. Le B.O.D devient ainsi une banque universelle.
En septembre 2006, Víctor Vargas acquiert la Banca Corp, qu'il fusionne également au B.O.D. en 2013. Il atteint ainsi une croissance qui lui permet d'élargir son offre financière vers le centre et l'est du pays. Il devient ensuite le principal actionnaire d'American Express au Venezuela.

## Œuvres philanthropiques

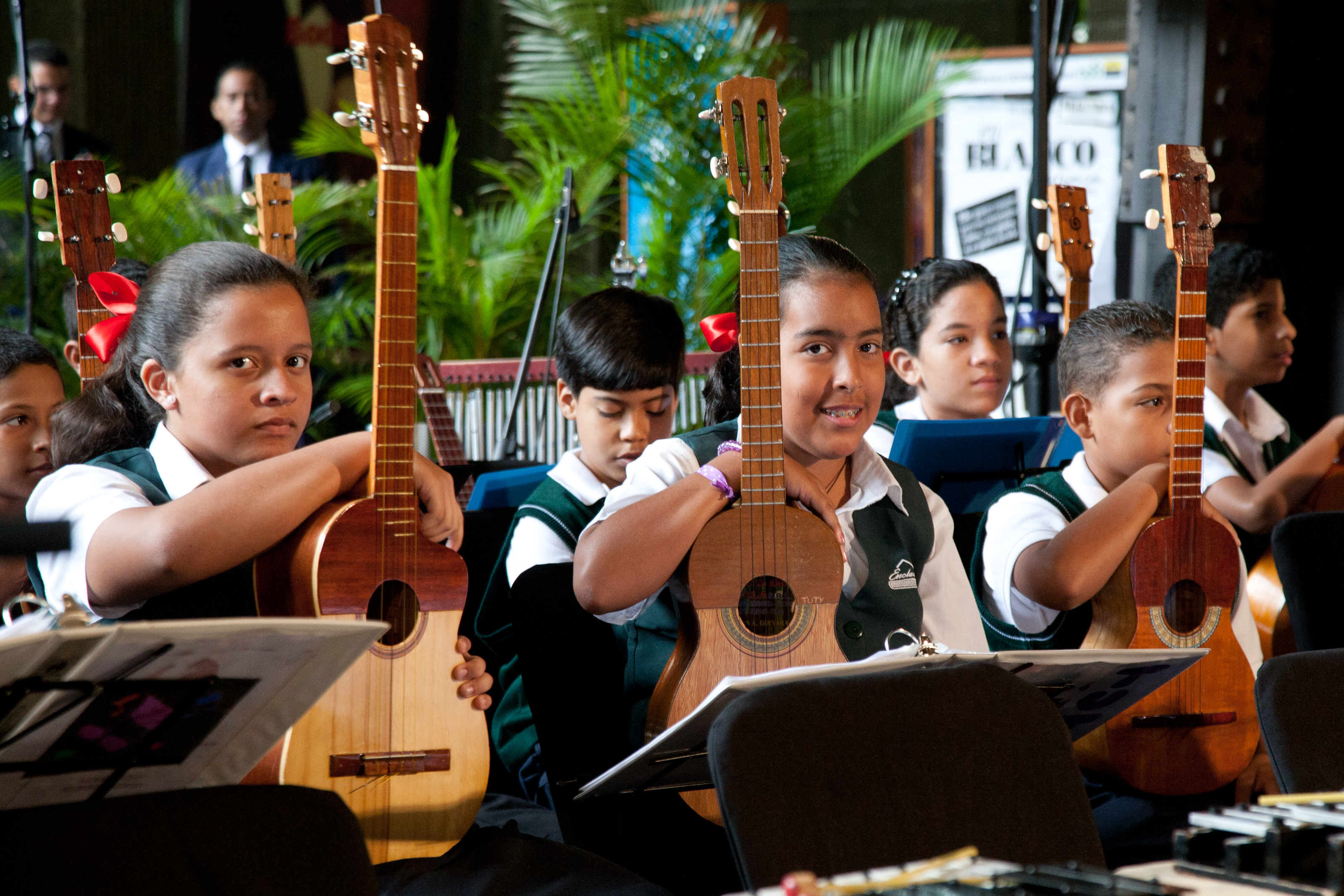
Sa fondation a permis à 50000 enfants de bénéficier du projet « Musique pour tous ».

Víctor Vargas soutient de nombreuses petites entreprises. Grâce à son Centre pour l'entreprenariat, il promeut notamment des initiatives de formation et de financement, rendant ainsi possible plus de 300 opérations de prêts, totalisant plus de 15 millions de dollars visant à aider les entrepreneurs à développer leurs entreprises. 
Il finance également nombre de projets culturels et éducatifs, contribuant ainsi à la croissance et au développement des communautés les plus défavorisées. Depuis 2002, il a investi, grâce à sa fondation, environ 20 millions de dollars pour l'amélioration de l'éducation et le développement social. Il dispose de quatre fondations au travers desquelles il effectue un travail important concernant l'action sociale au Venezuela, la protection de l'environnement ou encore la démocratisation de l'éducation musicale. 
Depuis 2008, il finance par exemple l'Orchestre national des jeunes du Chacao, mené par le maestro José Antonio Abreu. 
En mars 2015, il signe également une convention avec l'Université catholique Andrés-Bello et permet la construction de son centre culturel. Cet espace est alors destiné au développement de la connaissance et de l'expression artistique. Il offre aussi son aide financière aux étudiants de l'université, à travers la B.O.D.
En 2014, sa fondation a organisé 920 pièces de théâtre, 98 concerts, 112 événements d'entreprise, 4 grandes expositions d'art et 1 137 événements culturels divers.

## Polo
Víctor Vargas possède le club Lechuza Caracas, l'une des équipes de polo les plus emblématiques du Venezuela. Il joue lui-même au sein de l'équipe, qui est notamment victorieuse de la Coupe Whitney en 2009 et en 2011. Le Lechuza Caracas, conformément aux engagements de son propriétaire, participe à divers programmes caritatifs et favorise les communautés défavorisés. Le club participe notamment au programme Scholas Occurrentes (es), promu par le Saint-Siège. 

## Famille

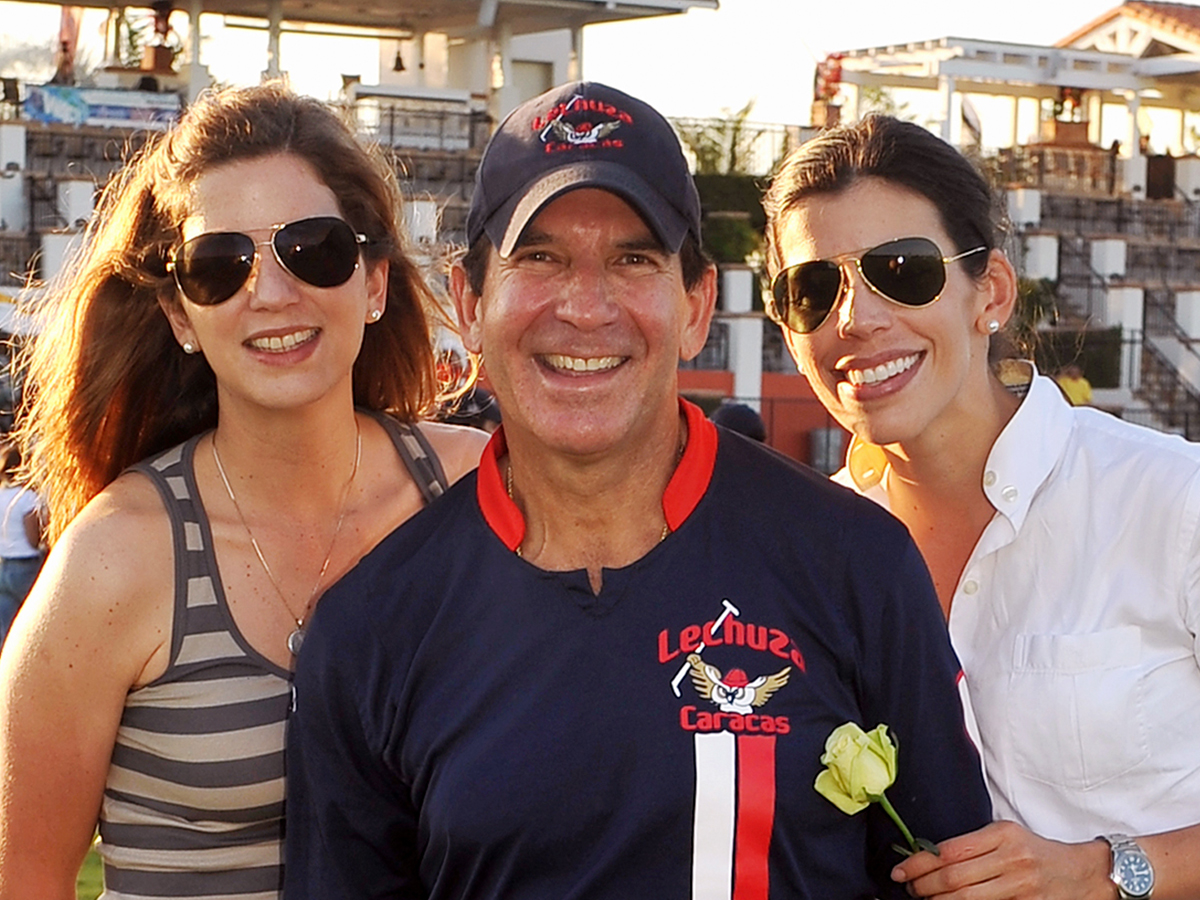
Víctor, Maria Victoria et María Margarita Vargas.

Comme la plupart des Vénézuéliens, la famille Vargas est d’origine roturière mais elle descend cependant du conquistador espagnol Alonso de Ojeda. 
De son mariage avec Carmen Leonor Santaella Tellería, Víctor Vargas a trois enfants :
- Maria Víctoria (1979), mariée à Francisco D'Agostino, un homme d'affaires ;
- Víctor José (1980-1999), mort d'une infection à l'âge de 19 ans ;
- Maria Margarita (1983), mariée à S.A.R Louis-Alphonse de Bourbon, duc d'Anjou et prétendant légitimiste au trône de France.

Divorcé en 2014, il se remarie à Maria Beatriz Hernandez l'année suivante. Ils ont deux enfants :
- Víctor Simon (2012) ;
- Maria Guadalupe (2015), née prématurément.

Après avoir une nouvelle fois divorcé en 2020, il épouse en troisièmes noces l'avocate Jenny Batidas Ohep en 2021 à Caracas.